# Złoty Wierch

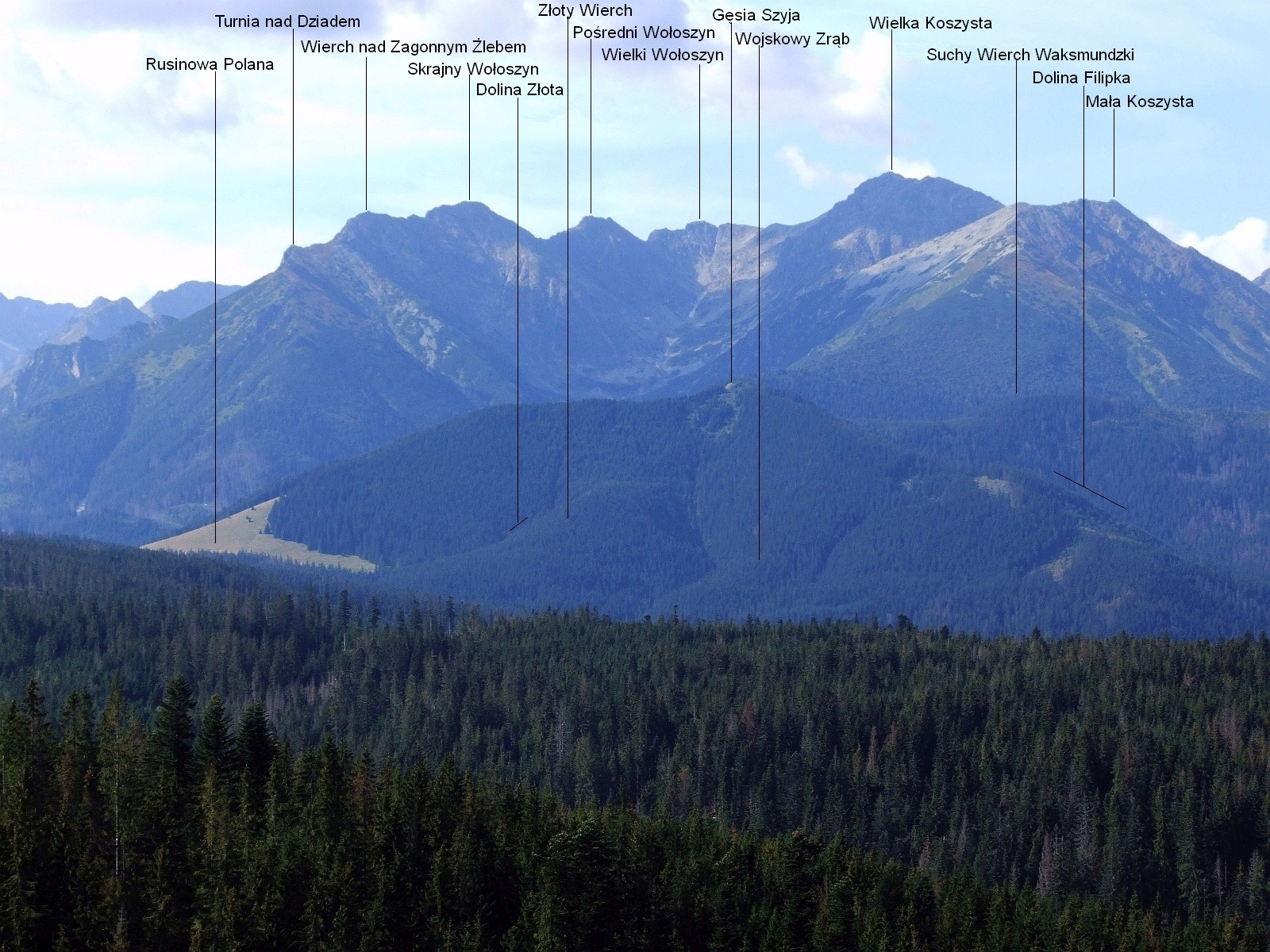
Złoty Wierch wśród podpisanych obiektów

Złoty Wierch – niski grzbiet opadający w kierunku północno-wschodnim z masywu Gęsiej Szyi w Tatrach Wysokich. Zaczyna się nie na jej szczycie, lecz poniżej, od wysokości około 1330 m. Oddziela dwie odnogi Doliny Złotej i tworzy od zachodu ograniczenie dolnej części Rusinowej Polany. Jest całkowicie porośnięty lasem.
Dolną częścią Złotego Wierchu prowadzi szlak turystyczny:

## Szlaki turystyczne
– niebieski szlak z Zazadniej obok Sanktuarium Maryjnego na Wiktorówkach na Rusinową Polanę i dalej do Palenicy Białczańskiej.
- Czas przejścia z Zazadniej na Rusinową Polanę: 1:15 h, ↓ 1 h
- Czas przejścia z Rusinowej Polany do Palenicy Białczańskiej: 40 min, z powrotem 50 min